# Moonlander

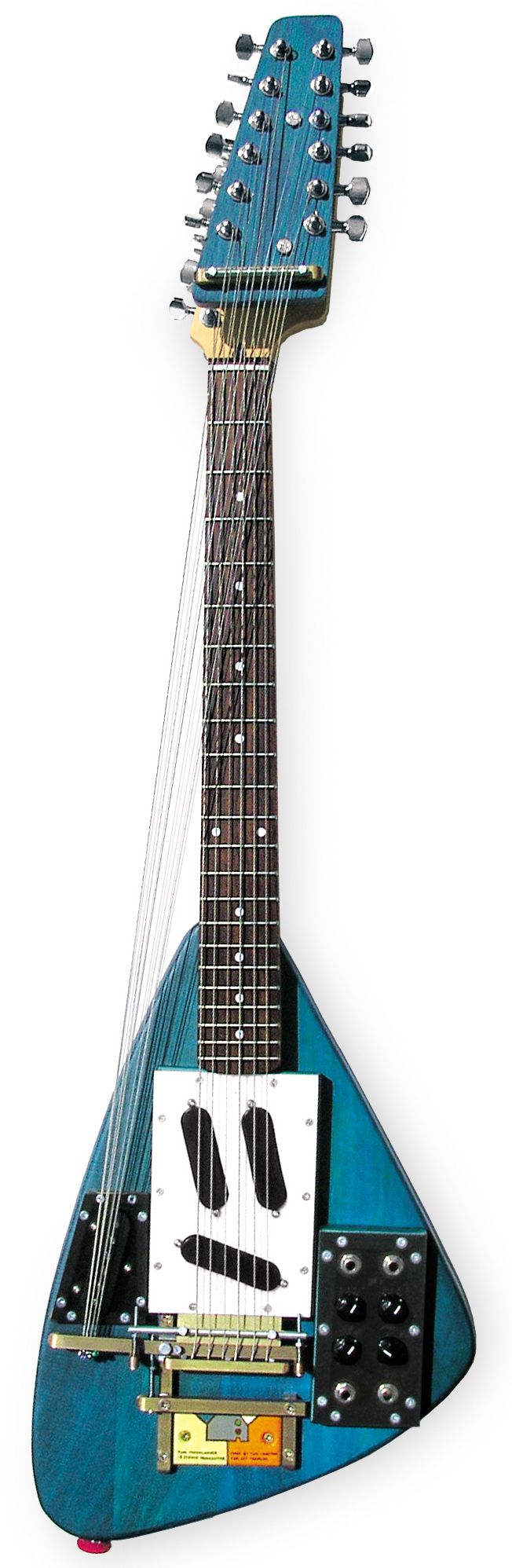
A Moonlander, uma guitarra eléctrica sympatica, Yuri Landman, 2007

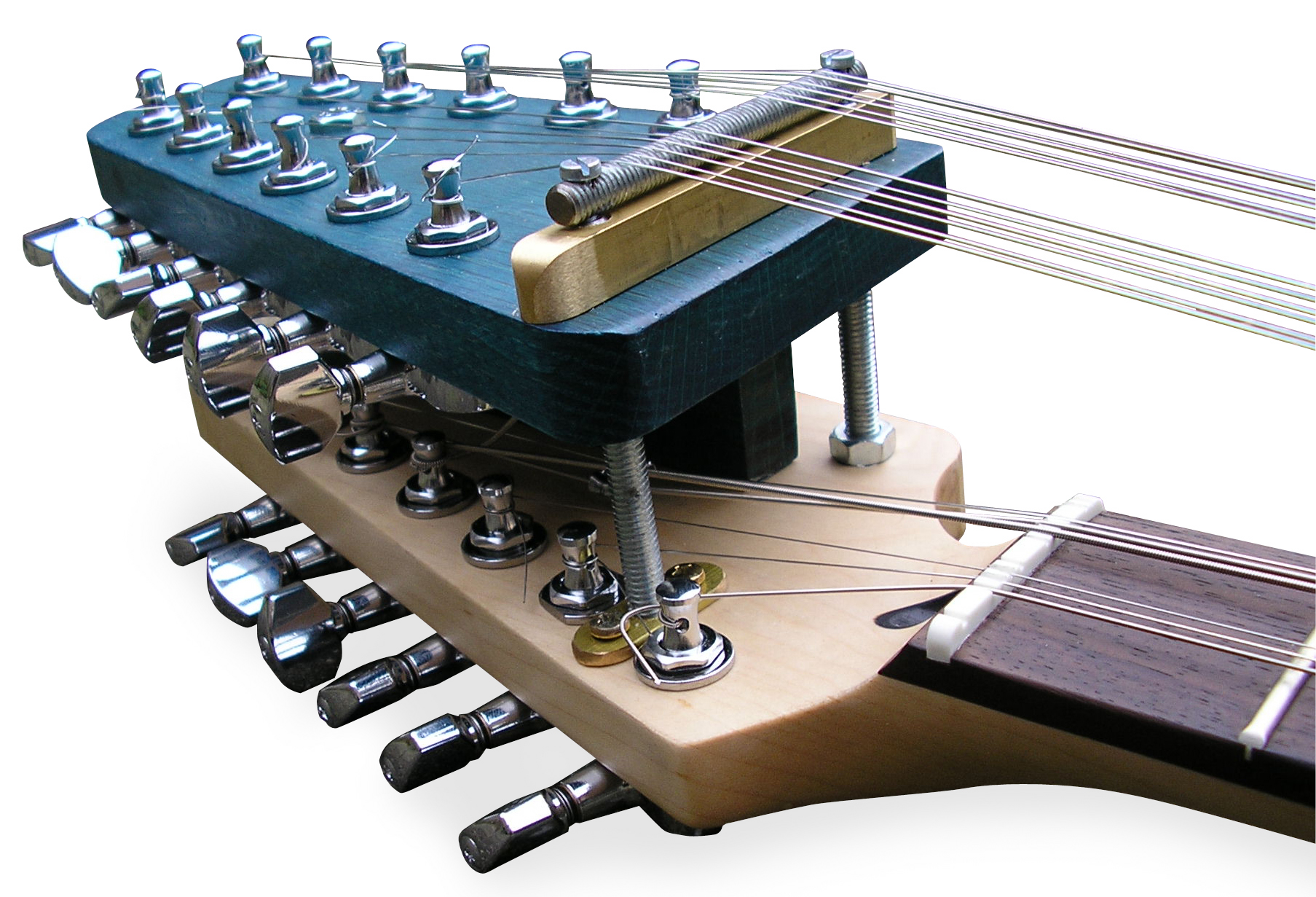
12+6 cordas

A Moonlander é um instrumento musical de 18 cordas, cujo som é sempre amplificado eletronicamente construído por Yuri Landman para Lee Ranaldo do Sonic Youth.
A Afinação é um círculo de quintas: E-A-D-G-C-F-A#-D#-G#-C#-F#-B e E-A-D-G-B-E

## Audio
- «Video-interview Yuri Landman Moodswinger & Moonlander (revu.nl), 19-10-2007» (em neerlandês)